# Nøgleharpe
En nøgleharpe (svensk: nyckelharpa) er et traditionelt svensk strygeinstrument med tangenter.
Tangenterne bruges til at afkorte de fire spillestrenge, som er grundstemt i c, g, c1 og a1, for at hæve tonehøjden på disse. 
Ud over disse strenge har nøgleharpen et system med resonansstrenge. Spillestrengene sættes i svingning med en bue, akkurat som andre strygeinstrumenter. Nøgleharpen holdes på maven, når den bruges, omtrent som en guitar, og buen føres i lodrette bevægelser.
Nøgleharpen er meget brugt i svensk folkemusik, specielt i områderne omkring Uppsala og Uppland, men bruges over hele Sverige.

## Historie
Man har billeder af svenske nøgleharper helt tilbage til 1460 i kirkemalerier (og 1408 i Siena, Italien). Instrumentet blev et almindeligt folkemusikinstrument i Uppland i 1600-tallet. Udover Sverige er instrumentet kendt fra Tyskland, og det har været antaget, at den vallonske indvandring i 1600-tallet bidrog til populariseringen, men dette er ikke bevist. Gennem størstedelen af 1900-tallet reduceredes brugen af instrumentet, frem til 1970'ernes folkemusikbølge gav den en renæssance.
De ældste nøgleharper havde ikke resonansstrenge, og det antages, at disse blev indført via England fra Mellemøsten.
Den ældste bevarede nøgleharpe er den såkaldte Moraharpe, fra 1526.